# Nolckenia
Nolckenia és un gènere monotípic d'arnes de la família Crambidae descrit per Pieter Cornelius Tobias Snellen el 1875. Conté només una espècie, Nolckenia margaritalis, descrita en el mateix document, que es troba a Colòmbia.